# Pavle Ivić
Pavle Ivić (cyr. Павле Ивић; ur. 1 grudnia 1924 w Belgradzie, zm. 19 września 1999 tamże) – serbski językoznawca, dialektolog i fonolog.
Studiował na Wydziale Filozoficznym Uniwersytetu Belgradzkiego. Dyplom uzyskał w 1949 roku, doktoryzował się w 1954 roku. W latach 1949–1954 był asystentem na tejże uczelni, w latach 1954–1972 zaś piastował stanowisko docenta. Był także profesorem na Uniwersytecie w Nowym Sadzie.
W 1972 roku został wybrany członkiem korespondentem Serbskiej Akademii Nauk i Sztuk, w 1978 roku zaś członkiem rzeczywistym. W 1979 r. został mianowany członkiem korespondentem Słoweńskiej Akademii Nauki i Sztuki.
Autor ok. 450 esejów, recenzji i innych prac. Współtworzył bądź redagował 17 książek.

## Wybrana twórczość
- Dijalektologija srpkohrvatskog jezika (1956)
- 0 govoru Galipoljskih Srba (1957)
- Die Serbokroatischen Dialekte (1958)
- Accent in Serbocroatian (współautorstwo, 1963)
- Srpski narod i njegov jezik (1971)
- 0 slovenskim jezicima i dijalektima (1991)
- Iz istorije srpskohrvatskog jezika (1991)